# Jehuda (Vorname)
Jehuda (hebräisch יְהוּדָה jəhūdāh) ist ein hebräischer männlicher Vorname.

## Herkunft und Bedeutung
Jehuda wird erstmals in der hebräischen Bibel im Buch Genesis als Name eines Stammvaters Israels genannt und ist verwandt mit dem Landschaftsnamen Jehuda.
Die Etymologie vom Namen Jehuda ist umstritten und die Bedeutung nicht bekannt. In Gen 29,35  wird der Name von der Wurzel ידה jdh „loben“, „preisen“ abgeleitet. Dies gilt jedoch als Volksetymologie. Die Überlegung, den Namen von der Wurzel WHD „Bodensenkung“, „Abgrund“ herzuleiten, lässt sich weder eindeutig bestätigen noch widerlegen. Vermutlich leitet sich der Name von einer Landschafts- oder Ortsbezeichnung ab.
In deutschen Bibelübersetzungen werden Name und Ortsbezeichnung mit Juda bzw. Judas wiedergegeben.

## Verbreitung
Der Name Jehuda ist lediglich in Israel verbreitet. Dort hat er sich unter den beliebtesten Jungennamen etabliert und belegte im Jahr 2019 Rang 10 in der Hitliste.

## Varianten

### Männliche Varianten
- Deutsch: Juda, Judas
- Englisch: Judah, Judas
- Griechisch:
  - Septuaginta: Ἰουδα Iuda
  - Neues Testament: Ἰούδας Iúdas
- Hebräisch: יְהוּדָה jəhūdāh
  - Jiddisch: יודאל Judel, Yudel, Jidel, Yidel
- Italienisch: Giuda
  - Latein: Iuda
- Portugiesisch: Judá, Judas
- Spanisch: Judá, Judas

### Weibliche Varianten
- Dänisch: Judit, Judith
  - Diminutiv: Ditte, Jytte
- Deutsch: Judith, Judit, Judintha, Judinta
  - Diminutiv: Jutta
- Englisch: Judith, Jodene
  - Diminutiv: Judy, Judie, Jody, Jodie
- Estnisch: Juta
- Griechisch: Ἰουδίθ Iudíth
- Hebräisch: יְהוּדִית jəhūdit
  - Jiddisch: יוטקע Jutke, יודעס Judes
- Italienisch: Giuditta
  - Latein: Iudith
- Kirchenslawisch: Іꙋдіѳъ Iudithu
- Lettisch: Juta
- Litauisch: Judita
- Polnisch: Judyta
- Portugiesisch: Judite
- Russisch: Юдифь Judif
- Tschechisch: Jitka, Judita
  - Diminutiv: Dita

## Namensträger

### Jehuda
Antike und Mittelalter
- Jehuda ben Baba (um 65–um 135), Tannait der 2. Generation
- Jehuda ben Ilai (um 100–um 150), jüdischer Autor in der Mischna
- Jehuda ben Tema (2. Jahrhundert), Mischnalehrer
- Jehuda ha-Nasi (um 165–217), Redaktor der Mischna
- Jehuda Chajjudsch (um 1000), hebräischer Grammatiker und Arzt
- Jehuda ha-Levi († 1141), jüdischer Philosoph und Dichter
- Jehuda ibn Tibbon (1120–1190), jüdischer Übersetzer
- Jehuda Ben Mose (um 1200–um 1260/1280), jüdischer Philosoph und Übersetzer
- Jehuda ben Ascher (1270–1349), Autor im Talmud
- Jehuda Cresques (1350–1427), jüdischer Kartograph
- Jehuda ben Isaak Abravanel (1460-nach 1521), jüdischer Philosoph

Neuzeit
- Jehuda Almog (1896–1972), jüdischer Unternehmer
- Jehuda Amichai (1924–2000), israelischer Lyriker
- Jehuda Amital (1924–2010), israelischer Rabbiner und Politiker
- Jehuda Bacon (* 1929), israelischer Grafiker
- Jehuda Glick (* 1965), israelischer Rabbiner
- Jehuda Leib Gordon (1830–1892), jüdischer Dichter
- Jehuda Leib Maimon (1875–1962), israelischer orthodoxer Rabbiner und Politiker
- Jehuda Mualam (1921–2010), israelischer Lehrer
- Jehuda Pen (1854–1937), jüdischer Maler
- Jehuda Reinharz (* 1944), US-amerikanischer Historiker
- Jehuda Schenhaw (* 1952), israelischer Soziologe
- Jehuda Wallach (1921–2008), israelischer Militärhistoriker

### Juda, Judah
Antike und Mittelalter
- Juda (Bibel), hebräischer Stammesvater
- Juda II. († um 250), jüdischer Patriarch
- Juda III. († um 330), jüdischer Patriarch
- Juda IV. († um 400), jüdischer Patriarch
- Juda al-Charisi (um 1165/1170–um 1225/1235), jüdischer Dichter und Übersetzer

Neuzeit
- Judah Philip Benjamin (1811–1884), US-amerikanischer Politiker
- Judah Bergmann (1874–1954), galizisch-deutsch-israelischer Rabbiner
- Judah Moshe Eisenberg (1938–1998), US-amerikanischer Kernphysiker
- Judah Friedlander (* 1969), US-amerikanischer Schauspieler und Komiker
- Juda Goldschmied de Herz († 1625), jüdischer Architekt
- Judah Löw (Jehuda ben Bezal’el Löw; um 1512/1525–1609), Rabbiner in Prag
- Judah Leon Magnes (1877–1948), US-amerikanischer Rabbiner des Reformjudentums